# Kebabangan Petroleum Operating Company

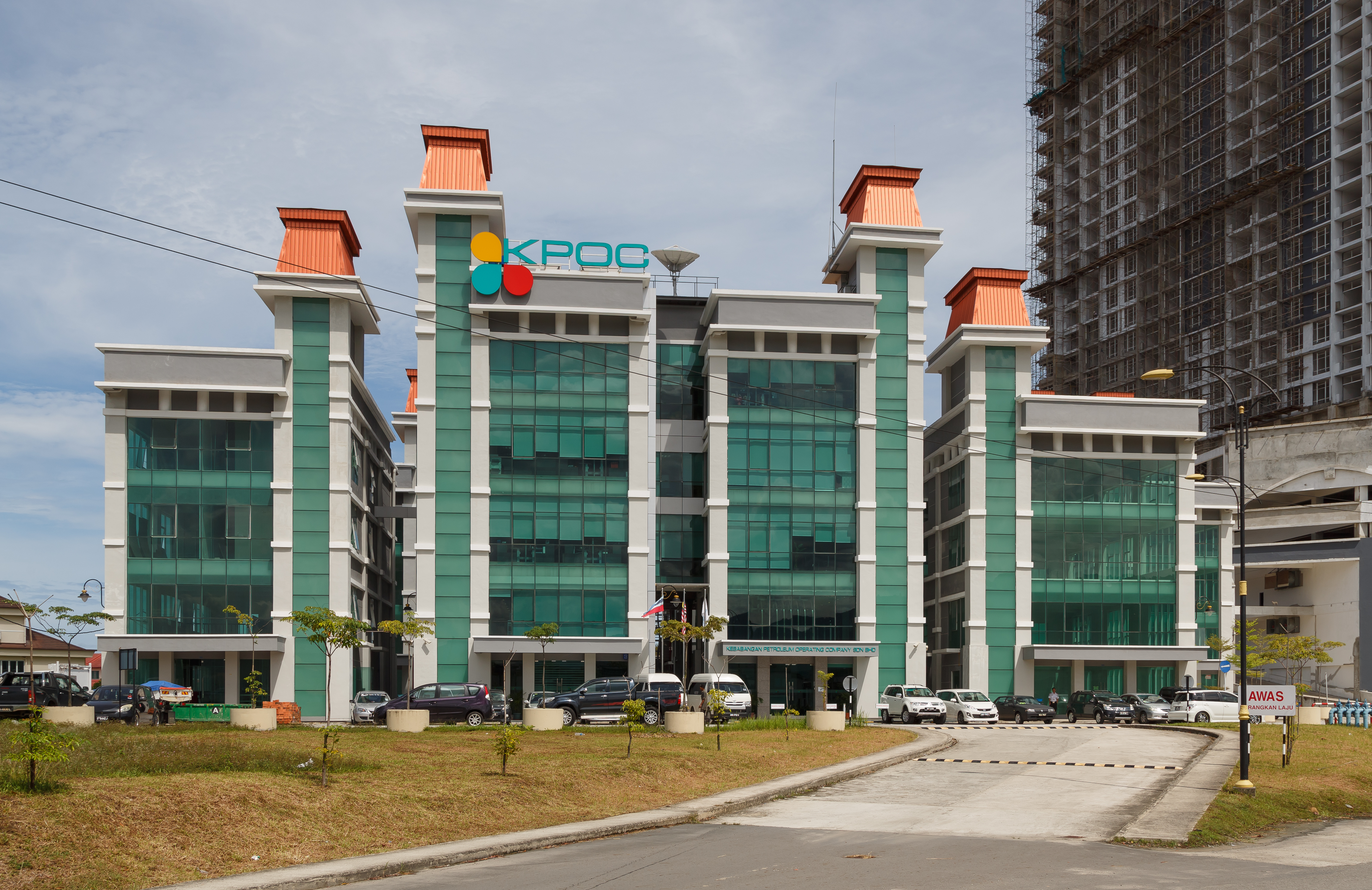
Unternehmenszentrale in Kota Kinabalu

Die Kebabangan Petroleum Operating Company Sdn Bhd (KPOC) ist ein unter malaysischem Recht tätiges Joint-Venture der Firmen
- Petronas Carigali Sdn Bhd (40 Prozent Anteil[1]),
- ConocoPhillips Sabah Gas Ltd (30 Prozent Anteil) und
- Shell Energy Asia (30 Prozent Anteil).

Das Joint-Venture basiert auf dem "Kebabangan Cluster Product Sharing Contract" vom 31. Dezember 2007 und entstammt einer Initiative von ConocoPhilipps. Der Vertrag mit der staatlichen Ölfördergesellschaft Petronas umfasst verschiedene Aktivitäten in drei Gasfeldern vor der Küste von Sabah.
KPOC ist in der Erdöl- und Erdgasgewinnung in den Offshorefeldern von Sabah, Malaysia, tätig.

## Bohrprojekte
KPOC führt im Auftrag seiner Anteilseigner Explorations- und Förderprojekte im Kebabangan Gasfeld durch. Das durch den Einsatz einer Bohrplattform gewonnene Öl und Gas wird über zwei 135 Kilometer lange Pipelines zum Sabah Oil and Gas Terminal in Kimanis (Sabah) gepumpt. Das Terminal ging 2014 in Betrieb.
Die technische Ausführung der Bohrplattform wurde an SapuraKencana Petroleum Berhad, Kuala Lumpur (Malaysia) vergeben. Der Vertrag im Wert von ca. 50 Millionen EUR umfasst Planung, Konstruktion, Projektleitung und Aufstellung der Bohrplattform.
Das Kebabangan Gasfeld liegt zwischen 100 und 400 Meter unter dem Meeresspiegel. Es gehört zu einem Cluster von drei unabhängigen Gasfeldern. Die Bezeichnungen für diese Gasfelder im Kebabangan Cluster Asset lauten:
- Kebabangan (KBB),
- Kamunsu East (KME) und
- Kamunsu East Upthrown Canyon (KMEUC).

Das KBB-Gasfeld ist dabei das größte der drei Felder.

## Sonstiges
Die Farben des Firmenlogos repräsentieren die Unternehmenshauptfarben der beteiligten Unternehmen: Türkis (Petronas), Gelb (Shell) und Rot (ConocoPhillips). Der Schriftzug in den Petronas-Farben ist ein Hinweis, dass Petronas die Mehrheitsanteile an dem Unternehmen hält. Nach Firmenangaben symbolisiert das Logo die Eintracht innerhalb der Anteilseigner, die Tatkraft zur Steuerung des Geschäftsbetriebs und die positive Einstellung, die Besten zu sein.